# Mirco Dondi
Mirco Dondi (Bologna, 1963) è uno storico italiano che insegna all'Università di Bologna. I suoi studi affrontano in prevalenza il periodo della seconda guerra mondiale, dell’immediato dopoguerra e del rapporto tra terrorismo e informazione. Si occupa anche delle tecniche e dei linguaggi per comunicare la storia.

## Biografia
Nelle sue opere ha affrontato il conflitto nelle sue declinazioni politiche, economiche e sociali. Ne La Resistenza tra unità e conflitto, senza togliere valore a questa esperienza storica, Dondi sottolinea però il peso dei contrasti insistendo sul fatto che i percorsi che la storiografia giudica quasi come scontati (la formazione dei Comitati di liberazione, il processo di unificazione delle formazioni partigiane, la stessa unità del movimento di Resistenza) sono frutto di negoziazioni continue e lotte di potere, spesso anche aspre. È tra i primi ad avere studiato il tema del fuoco amico all'interno della Resistenza, così come è stato uno dei primi ad avere affrontato il tema della violenza nel dopoguerra con il saggio La lunga liberazione (1999), un'«indagine sulla difficile uscita del nostro paese dalla guerra civile, sugli strascichi e le scosse di assestamento che accompagnarono la transizione dal fascismo alla democrazia». La sua opera è stata recensita  da Marcello Flores e Bruno Bongiovanni come lontana dal sensazionalismo, rigorosa, priva di veti censori senza tuttavia essere giustificazionista.
Nei suoi lavori si avverte l'influenza delle scienze sociali che ne arricchiscono alcuni passaggi e analisi. Un esempio di questo approccio si può osservare nel lavoro su piazzale Loreto dove è ricostruita la giornata del 29 aprile 1945 a Milano, caratterizzata dall'esposizione del cadavere di Mussolini e dei gerarchi della RSI. Attorno al tema del conflitto sono costruite anche diverse categorie interpretative della sintesi di L'Italia repubblicana.
Nel corso degli anni Dieci sono apparsi due lavori: L'eco del boato. Storia della strategia della tensione 1965 - 1974 (Roma-Bari, Laterza, 2015) e 12 dicembre 1969 (Roma-Bari, Laterza, 2018) che ricostruisce la strage di Piazza Fontana a Milano. Ne L'eco del boato  "L’autore vuole offrire una visione d’insieme dello stragismo che insanguinò l’Italia dal 1969 al 1974, dei rapporti che settori dei servizi segreti italiano e statunitense e personalità della politica, delle forze armate e di polizia intrattenevano con organizzazioni eversive di estrema destra, delle strategie messe in campo per il depistaggio delle stragi e, infine, dell’impatto dello stragismo nella magistratura, nelle forze politiche e più in generale presso l’opinione pubblica. Quest’ultimo aspetto risulta decisivo e spiega anche il titolo del volume". (Luca Buferale, "Diacronie", 32, 4/2017). 
12 dicembre 1969 si sviluppa lungo lo stretto arco cronologico del mese di dicembre mettendo in luce fatti e personaggi di una vicenda che si trascinerà fino ai primi anni del Ventunesimo secolo. "Mirco Dondi con il suo 12 dicembre 1969 ha la capacità di ricollocarci in quel tempo e di farci prendere la misura con ciò che di quel tempo è rimasto attaccato al nostro presente, aperto, spesso non risolto (	 dal retro di copertina David Bidussa, “Domenica – Il Sole 24 Ore”).
Ha ideato e dirige dal 2009 Master di comunicazione storica dell'Università di Bologna. L'esito di questa esperienza ha portato alla redazione di un testo collettivo dal titolo Comunicazione storica. Tecnologie, linguaggi, culture (Bologna, Biblioteca Clueb, 2021) che è una riflessione sugli strumenti utili per comunicare la storia (dalla premessa dei curatori).
Nel settembre 2012 ha pubblicato il suo primo romanzo I malriusciti sul percorso di crescita di un gruppo di adolescenti durante gli anni ottanta. Nel 2023 esce la sua seconda opera narrativa, I soldi degli altri, storia di una speculazione finanziaria denunciata da un comico nel suo show televisivo. L'opera ha ottenuto il Premio Letterario Internazionale Città di Cattolica Pegasus Literary Awards 2024. 
Nel 2016 è apparso il documentario Paura non abbiamo di cui è sceneggiatore assieme al regista Andrea Bacci e alla storica Eloisa Betti.
Dirige la rivista on line di intersezioni disciplinari  "Bibliomanie. Letterature, Storiografie, Semiotiche" (www.bibliomanie.it)

## Opere
Tra le sue opere, pubblicate in italiano, si ricordano:
- La lunga liberazione. Giustizia e violenza nel dopoguerra italiano (Editori Riuniti, 1999)
- La Resistenza tra unità e conflitto. Vicende parallele tra dimensione nazionale e realtà piacentina (Bruno Mondadori, 2004)
- (con Tito Menzani) Le campagne. Conflitti, strutture agrarie, associazioni (Aspasia, 2005)
- L'Italia repubblicana: dalle origini alla crisi degli anni Settanta (Archetipo, 2007)
- (a cura di) I neri e i rossi. Terrorismo, violenza e informazione negli anni Settanta (Controluce, 2008)
- I malriusciti (Elliot, 2012)
- L'eco del boato. Storia della strategia della tensione 1965-1974 (Editori Laterza, 2015)
- 12 dicembre 1969 (Editori Laterza, 2018)
- Comunicazione storica. Tecnologie, linguaggi e culture (a cura di Mirco Dondi e Simona Salustri), (Biblioteca Clueb, 2021).
- I soldi degli altri (Vallecchi, 2023).